# Sayed Mustafa Kazemi

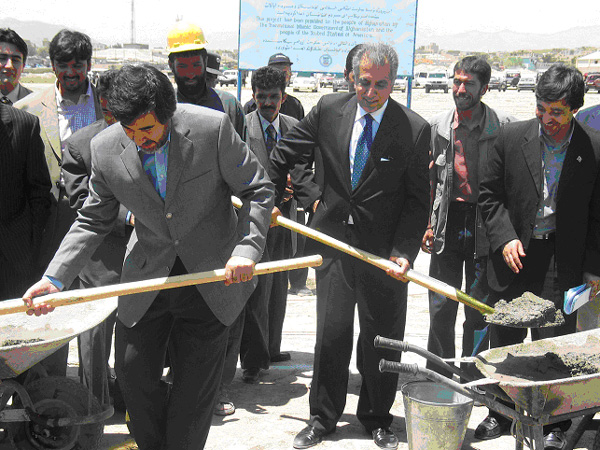
Sayed Mustafa Kazemi (2004)

Sayed Mustafa Kazemi (en persan  مصطفی کاظمی)  (né en 1959 dans la province de Parwân, dans l'est de l'Afghanistan - mort le  6 novembre 2007 à Baghlân, près de Pol-e Khomri, dans le nord-est de l'Afghanistan) était un homme politique afghan, ancien ministre du gouvernement de transition (2002-2004), et l'une des figures de l'opposition au gouvernement du président Hamid Karzaï.

## Biographie
Né dans une famille Hazara, Mustafa Kazemi a 20 ans lors de l'entrée des troupes soviétiques en Afghanistan. Il rejoint en Iran les opposants au nouveau pouvoir et devient membre du Sepah-e Pasdaran Enqelab-e Islami-e Afghanistan (Parti de l’Armée de défense de la révolution islamique d’Afghanistan) dirigé par Mohammed Akbari un Hazara chiite, comme lui.
Au début des années 1990, se forme une coalition des huit partis chiites afghans basés en Iran, qui prend le nom de Hezb-e Wahdat-e islami (Parti de l’unité islamique). Mustafa Kazemi fait partie du Conseil central de ce mouvement, dont l'unité ne va pas résister au conflit entre Abdul Ali Mazari — qui fait entrer le mouvement dans une lutte contre le gouvernement moudjahiddine en place à Kaboul — et Mohammed Akbari. Kazemi se range aux côtés de ce dernier, qui s'allie au gouvernement de Burhanuddin Rabbani.
Partenaire et soutien d’Ahmed Chah Massoud, Kazemi reste à ses côtés à l’époque des talibans et devient un membre éminent du Front national islamique uni pour le salut de l’Afghanistan plus tard dénommé Alliance du Nord, le mouvement dirigé par le commandant Massoud.
Après la chute des talibans, à la suite de l'intervention internationale de l'automne 2001, il participe à la Conférence de Bonn en tant que membre de la délégation de l’Alliance du Nord, et est l’un des signataires des accords de Bonn du 5 décembre 2001. Il devient ministre du Commerce dans le gouvernement de transition entre 2002 et 2004.
Élu le 18 septembre 2005 à la chambre basse du Parlement, la Wolesi Jirga (Assemblée nationale), Sayed Mustafa Kazemi est considéré comme l’étoile montante de la politique afghane en raison de son jeune âge (48 ans), de son passé de moudjahiddine et de sa capacité à transcender les clivages ethnico-religieux. Il devient l'un des leaders et le porte-parole du mouvement d'opposition créé le 2 novembre 2006, le Front national uni, une coalition de représentants des minorités du nord et de certains éminents Pachtouns, le plus grand groupe ethnique en Afghanistan, dont le petit-fils de feu le roi Mohammed Zaher Chah. Il préside la commission économique du Parlement. 
Sayed Mustafa Kazemi a trouvé la mort, à l'âge de quarante-huit ans, en même temps que cinq autres parlementaires, le mardi 6 novembre 2007, dans un attentat-suicide perpétré dans la petite ville relativement pacifique de Baghlân, à proximité de Pol-e Khomri, dans le nord-est de l'Afghanistan. Il visitait une usine de sucre, avec une délégation de parlementaires, lorsqu'un kamikaze, circulant à pied, s'est jeté sur les parlementaires et a fait exploser sa bombe, tuant plus de 40 personnes et en blessant cent-vingt autres.
Les circonstances de cet attentat suscitent de nombreuses interrogations. D’après plusieurs témoins, des tirs ont été entendus après l'explosion. Selon l'ancien Président de l'Afghanistan Burhanuddin Rabbani (1992-2001), chef du Front national uni, les six parlementaires et leurs gardes du corps ont été tués par balle après l’explosion. On s'interroge sur l'éventuelle implication des taliban dans cet assassinat, mais celui a eu lieu dans une région à l'écart de leur zone d'influence. Certains observateurs, comme l'ancien ambassadeur de l'Inde en Ouzbékistan et en Turquie, y voient la main des services secrets pakistanais, qui auraient vu d'un mauvais œil l'émergence d'une force politique non pachtoune et auraient cherché, en éliminant l'un de ses leaders, à déstabiliser les provinces du Nord au profit Hezb-i-Islami de l’ex-premier ministre Gulbuddin Hekmatyar.
En tout cas, la mort de Sayed Mustafa Kazemi, qui appartenait à une nouvelle génération de jeunes dirigeants désireux de sortir l'Afghanistan de la pauvreté résultant des nombreuses années de guerre qu'a connu le pays au cours des trois dernières décennies, est considérée comme un coup dur porté à l'évolution politique en Afghanistan. Le Président Hamid Karzaï a décrété trois jours de deuil national pour rendre hommage aux victimes.